# ياكوف فلادوفيتش
ياكوف فلادوفيتش (بالكرواتية: Jakov Vladović) مواليد 17 أبريل 1983 في زادار، جمهورية كرواتيا الاشتراكية، هو لاعب كرة سلة كرواتي. بدأ مسيرته الاحترافية في سنة 2001. يلعب مع نادي زادار لكرة السلة كلاعب هجوم خلفي. يحمل الرقم 5. حقق المركز الأول في ألعاب البحر الأبيض المتوسط 2009.

## المسيرة الاحترافية
لعب مع زادار من سنة 2001 إلى 2007، ثم لعب مع زغرب من سنة 2007 إلى 2009، ثم لعب مع لوكوموتيف كوبان في الدوري الروسي في موسم 2009–2010، ثم لعب مع زادار في موسم 2010–2011، ثم لعب مع كركا في موسم 2012–2013، ثم لعب مع أوليمبيا في موسم 2013–2014، ثم لعب مع زغرب في سنة 2014، ثم لعب مع ليتكابليس في موسم 2014–2015، ثم لعب مع زغرب في موسم 2015–2016.

## الميداليات
| الميدالية | المسابقة                        |
| --------- | ------------------------------- |
| ذهبية     | ألعاب البحر الأبيض المتوسط 2009 |

## روابط خارجية
- ياكوف فلادوفيتش على موقع كرة السلة الأوروبية.كوم (الإنجليزية)
- ياكوف فلادوفيتش على موقع ريلجم (الإنجليزية)
- ياكوف فلادوفيتش على موقع بروبوليرز (الإنجليزية)
- ياكوف فلادوفيتش على موقع سبورتس رفرنس (الإنجليزية)